# Karyna Kaslouskaja
Karyna Jur'jeuna Kaslouskaja (belarussisch Карына Юр'еўна Казлоўская, wiss. Transliteration Karyna Jur'eŭna Kazloŭskaja; * 18. Juli 2000 in Minsk) ist eine belarussische Bogenschützin, die mit dem Recurvebogen schießt.

## Werdegang
Ihr internationales Debüt feierte Kaslouskaja im Rahmen des Weltcups 2018 in Antalya, wo sie die zweite Runde erreichte. 2019 gewann sie zunächst den European Grand Prix in Bucharest und qualifizierte sich für die Europaspiele in ihrer Geburtsstadt Minsk. Zuvor nahm sie jedoch noch an ihren ersten Weltmeisterschaften teil, wo sie im Einzel in die dritte Runde kam. Mit der Mannschaft kam sie auf Rang 8. Nur wenig später bei den Europaspielen kam Kaslouskaja dann bis ins Viertelfinale, wo sie gegen die Italienerin Lucilla Boari unterlag. Gemeinsam mit ihren Teamkolleginnen Karyna Dsjominskaja und Hanna Marussawa gewannen die Belarussinnen gegen die Ukraine und Deutschland. Nach einer Niederlage im Finale gegen Großbritannien im Finale konnte sich die Mannschaft die Silbermedaille sichern. Auch im Mixed kam Kaslouskaja bis ins Halbfinale, nach zwei Niederlagen verpasste sie aber eine Medaille.
Durch den 8. Platz mit der Mannschaft bei den Weltmeisterschaften 2019 qualifizierte sich das belarussische Team für die Olympischen Spiele 2020, zu denen Kaslouskaja auch nominiert wurde. Nachdem die Spiele wegen der COVID-19-Pandemie um ein Jahr verschoben worden waren, erreichte sie in der Platzierungsrunde ein Ergebnis von 607 Punkten. Dies bedeutete lediglich Position 61, sodass sie in der ersten Runde gegen die vierte der Platzierungsrunde, die Mexikanerin Alejandra Valencia, antreten musste. Karyna Kaslouskaja unterlag deutlich mit 0:6 Satzpunkten. Im zuvor ausgetragenen Mannschaftswettkampf trat sie erneut gemeinsam mit Dsjominskaja und Marussawa an. Das Team erreichte nach Siegen über China und Japan das Halbfinale, wo sie den späteren Olympiasiegerinnen aus Südkorea unterlagen. Im Duell um Bronze setzte es gegen Deutschland ebenfalls eine Niederlage, sodass Kaslouskaja und ihre Teamkolleginnen knapp eine Medaille verpassten. Bei den im September 2021 in Yankton ausgetragenen Weltmeisterschaften wurde sie 9. mit dem Team und schied im Einzel in der zweiten Runde aus. 